# Coppa del Presidente degli Emirati Arabi Uniti 2009-2010
La Coppa del Presidente degli Emirati Arabi Uniti 2009-2010 fu la trentaquattresima edizione della competizione, a cui parteciparono 28 squadre degli Emirati Arabi Uniti.
Fu vinta dall'Emirates Club che si è aggiudicò la possibilità di partecipare alla fase a gironi della AFC Champions League.

## Fase a gironi

### Gruppo A
| Team     | Pld | W | D | L | GF | GA | GD  | Pts |
| -------- | --- | - | - | - | -- | -- | --- | --- |
| Al Oruba | 6   | 4 | 1 | 1 | 18 | 7  | +11 | 13  |
| Al Arabi | 6   | 3 | 2 | 1 | 20 | 9  | +11 | 11  |
| Dubai    | 6   | 2 | 1 | 3 | 18 | 9  | +9  | 10  |
| Al Rams  | 6   | 0 | 0 | 6 | 1  | 32 | -31 | 0   |

| 27 agosto, 2009    |     |          |  |  |
| Dubai              | 2–1 | Al Oruba |  |  |
| Al Rams            | 1–4 | Al Arabi |  |  |
| 4 settembre, 2009  |     |          |  |  |
| Al Oruba           | 1–0 | Al Rams  |  |  |
| Al Arabi           | 2–2 | Dubai    |  |  |
| 10 settembre, 2009 |     |          |  |  |
| Al Arabi           | 2–3 | Al Oruba |  |  |
| Al Rams            | 0–5 | Dubai    |  |  |
| 23 settembre, 2009 |     |          |  |  |
| Al Oruba           | 3–1 | Dubai    |  |  |
| Al Arabi           | 7–0 | Al Rams  |  |  |
| 29 settembre, 2009 |     |          |  |  |
| Dubai              | 1–3 | Al Arabi |  |  |
| Al Rams            | 0–8 | Al Oruba |  |  |
| 9 ottobre, 2009    |     |          |  |  |
| Dubai              | 7–0 | Al Rams  |  |  |
| Al Arabi           | 2–2 | Al Oruba |  |  |

### Gruppo B
| Team               | Pld | W | D | L | GF | GA | GD  | Pts |
| ------------------ | --- | - | - | - | -- | -- | --- | --- |
| Al Shaab           | 6   | 5 | 1 | 0 | 27 | 4  | +23 | 16  |
| Dubba Al Husun     | 6   | 3 | 1 | 2 | 16 | 12 | +4  | 10  |
| Masafi             | 6   | 3 | 0 | 3 | 12 | 20 | -8  | 9   |
| Al Jazira Al Hamra | 6   | 0 | 0 | 6 | 4  | 23 | -19 | 0   |

| 28 agosto, 2009     |     |                     |  |  |
| Dubba Al Hunsun     | 6–0 | Masafi              |  |  |
| Al Jazira Al Hamran | 0–6 | Al Shaab            |  |  |
| 3 settembre, 2009   |     |                     |  |  |
| Masafi              | 3–0 | Al Jazira Al Hamran |  |  |
| Al Shaab            | 4–0 | Dubba Al Hunsun     |  |  |
| 11 settembre, 2009  |     |                     |  |  |
| Masafi              | 2–5 | Al Shaab            |  |  |
| Al Jazira Al Hamran | 2–3 | Dubba Al Hunsun     |  |  |
| 24 settembre, 2009  |     |                     |  |  |
| Masafi              | 4–2 | Dubba Al Hunsun     |  |  |
| Al Shaab            | 5–0 | Al Jazira Al Hamran |  |  |
| 30 settembre, 2009  |     |                     |  |  |
| Al Jazira Al Hamran | 1–2 | Masafi              |  |  |
| Dubba Al Hunsun     | 1–1 | Al Shaab            |  |  |
| 8 ottobre, 2009     |     |                     |  |  |
| Al Shaab            | 6–1 | Masafi              |  |  |
| Dubba Al Hunsun     | 4–1 | Al Jazira Al Hamran |  |  |

### Gruppo C
| Team             | Pld | W | D | L | GF | GA | GD  | Pts |
| ---------------- | --- | - | - | - | -- | -- | --- | --- |
| Ittihad Kalba    | 6   | 4 | 2 | 0 | 18 | 7  | +11 | 14  |
| Ras Al Kamirah   | 6   | 3 | 0 | 3 | 8  | 12 | -4  | 9   |
| Al Fujirah       | 6   | 2 | 1 | 3 | 10 | 12 | -2  | 7   |
| Dabba Al Fujirah | 6   | 1 | 1 | 4 | 8  | 13 | -5  | 4   |

| 27 agosto, 2009    |     |                  |  |  |
| Ittihad Kalba      | 4–0 | Ras Al Kamirah   |  |  |
| Al Fujirah         | 2–1 | Dabba Al Fujirah |  |  |
| 4 settembre, 2009  |     |                  |  |  |
| Ras Al Kamirah     | 2–0 | Al Fujirah       |  |  |
| Dabba Al Fujirah   | 1–1 | Ittihad Kalba    |  |  |
| 10 settembre, 2009 |     |                  |  |  |
| Al Fujirah         | 3–3 | Ittihad Kalba    |  |  |
| Ras Al Kamirah     | 3–1 | Dabba Al Fujirah |  |  |
| 18 settembre, 2009 |     |                  |  |  |
| Dabba Al Fujirah   | 1–2 | Al Fujirah       |  |  |
| September 25, 2009 |     |                  |  |  |
| Ras Al Kamirah     | 0–3 | Ittihad Kalba    |  |  |
| 29 settembre, 2009 |     |                  |  |  |
| Al Fujirah         | 1–2 | Ras Al Kamirah   |  |  |
| Ittihad Kalba      | 4–1 | Dabba Al Fujirah |  |  |
| 9 ottobre, 2009    |     |                  |  |  |
| Dabba Al Fujirah   | 3–1 | Ras Al Kamirah   |  |  |
| Ittihad Kalba      | 3–2 | Al Fujirah       |  |  |

### Gruppo D
| Team       | Pld | W | D | L | GF | GA | GD  | Pts |
| ---------- | --- | - | - | - | -- | -- | --- | --- |
| Al Khaleej | 4   | 4 | 0 | 0 | 12 | 3  | +9  | 12  |
| Hatta      | 4   | 1 | 1 | 2 | 7  | 6  | +1  | 4   |
| Al Thaid   | 4   | 0 | 1 | 3 | 4  | 14 | -10 | 1   |

| 28 agosto, 2009    |     |            |  |  |
| Hatta              | 1–1 | Al Thaid   |  |  |
| 3 settembre, 2009  |     |            |  |  |
| Al Thaid           | 1–3 | Al Khaleej |  |  |
| 11 settembre, 2009 |     |            |  |  |
| Al Khaleej         | 2–1 | Hatta      |  |  |
| September 18, 2009 |     |            |  |  |
| Al Thaid           | 1–5 | Hatta      |  |  |
| 18 settembre, 2009 |     |            |  |  |
| Al Khaleej         | 5–1 | Al Thaid   |  |  |
| 8 ottobre, 2009    |     |            |  |  |
| Hatta              | 0–2 | Al Khaleej |  |  |

## Ottavi di finale
Le qualificate dalla fase a gironi più le squadre della UAE Arabian Gulf League si affrontano negli ottavi di finale
| Partita                          | Team di casa  | Risultato | Team di trasferta |
| -------------------------------- | ------------- | --------- | ----------------- |
| 1                                | Al Khaleej    | 1 – 3     | Al-Shabbab ACD    |
| 2                                | Al Dhafra     | 2 - 1     | Al Oruba          |
| 3                                | Al-Ahli       | 4 - 2     | Al-Sharjah        |
| 4                                | Al-Shaab      | 0 - 3     | Al-Jazira Club    |
| 5                                | Al-Wahda      | 4 - 0     | Bani Yas Club     |
| 6                                | Ittihad Kalba | 2 - 5     | Al-Nasr           |
| 7                                | Al-Wasl       | 1 - 2     | Emirates Club     |
| 8                                | Ajman Club    | 0 - 0     | Al-Ain            |
| Ajman Club vince 4 - 3 ai rigori |               |           |                   |

## Quarti di finale
| Sharjah 25 dicembre 2009, ore 20:45          | Emirates  | 1 – 0 | Ajman | Khalid Bin Mohammed Stadium (7.500 spett.) |
| \| \| \| \| \| Husain 14’ \| Marcatori \| \| |           |       |       |                                            |
|                                              |           |       |       |                                            |
| Husain 14’                                   | Marcatori |       |       |                                            |

| Al Ain 25 dicembre 2009, ore 20:45                                                                      | Al-Wahda  | 5 – 3 (d.t.s.)               | Al-Nasr | Sheikh Khalifa International Stadium (14.745 spett.) |
| \| \| \| \| \| Baiano 51’ 63’ 69’ Saeed 102’ Pinga 108’ \| Marcatori \| 28’ 78’ Tenorio 90’ Malallah \| |           |                              |         |                                                      |
| |           |                              |         |                                                      |
| Baiano 51’ 63’ 69’ Saeed 102’ Pinga 108’                                                                | Marcatori | 28’ 78’ Tenorio 90’ Malallah |         |                                                      |

| Abu Dhabi 26 dicembre 2009, ore 20:45                          | Al Dhafra | 0 – 3                        | Al-Jazira | Al-Nahyan Stadium (7.245 spett.) |
| \| \| \| \| \| \| Marcatori \| 14’ Oliveira 89’ 90+5’ Diaky \| |           |                              |           |                                  |
|                                                                |           |                              |           |                                  |
|                                                                | Marcatori | 14’ Oliveira 89’ 90+5’ Diaky |           |                                  |

| Dubai 26 dicembre 2009, ore 20:45                        | Al-Ahli Dubai | 0 – 2                  | Al-Shabab | Al Maktoum Stadium (12.100 spett.) |
| \| \| \| \| \| \| Marcatori \| 25’ Abdullah 88’ Abreu \| |               |                        |           |                                    |
|                                                          |               |                        |           |                                    |
|                                                          | Marcatori     | 25’ Abdullah 88’ Abreu |           |                                    |

## Semifinali
| Arbitro: | Hamad Al Sheikh |

|            |           |  |
| Daoudi 79’ | Marcatori |  |

| Arbitro: | Farid Ali |

|                             |                      |                          |
| Khater Abdulrahman Mabkhout | Tiri di rigore 0 – 3 | Pedrao Shakroun Abdullah |

## Finale
| Arbitro: | Farid Ali |

|                             |           |            |
| Daoudi 48’ 77’ Kerkar 90+3’ | Marcatori | 11’ Renato |